# معبری (روستا)
 معبری  به عربی ( المَعبَری )، روستایی است در دهستان وراق از توابع استان اِب در کشور یمن در شبه جزیره عربستان.

## جمعیت
جمعیت آن ( ۹۰) نفر (۱۲ خانوار) می‌باشد.